# Protoleptoneta beroni
Protoleptoneta beroni là một loài nhện trong họ Leptonetidae.
Loài này thuộc chi Protoleptoneta. Protoleptoneta beroni được miêu tả năm 1977 bởi Deltshev.